# Grad Devín
Grad Devin (slovaško hrad Devín ali Devínsky hrad, madžarsko Dévényi vár, nemško Burg Theben) je grad v Devinu, približno 15 km zahodno od slovaške prestolnice Bratislave.

## Opis
Območje gradu je bilo naseljeno že v neolitiku in utrjeno od bronaste in železne dobe, ko so ga utrdili Kelti in nato Rimljani. 212 metrov visoka pečina je zaradi svoje lege ob sotočju Donave in Morave idealno mesto za utrdbo. Utrdba bdi nad pomembno trgovsko potjo po Donavi in eno od vej jantarske poti .
Grad stoji skrajnem robu slovaškega ozemlja na meji z Avstrijo. Meja poteka od zahoda proti vzhodu po reki Moravi in nato po Donavi. Pred letom 1989 je tik pred gradom potekala železna meja med vzhodnim in zahodnim blokom. Grad je bil sicer odprt za javnost, vendar je območje okoli njega predstavljalo omejeno vojaško cono in bilo močno utrjeno z stražnimi stolpi in bodečo žico. Po žametni revoluciji je bilo območje demilitarizirano.
Najbolj fotografiran del gradu je majhen stražni stolp, znan kot Dekliški ali Deviški stolp. Stolp je ločen od glavnega gradu. Nevarno uravnovešen na samotni skali je ustvaril nešteto legend o zaprtih zaljubljenih hčerkah, ki skačejo v smrt.
V notranjosti gradu so razpotegnjeni zidovi, stopnišča, odprta dvorišča in vrti v različnih propadajočih stanjih. Projekt obnove poteka od konca druge svetovne vojne.

## Etimologija
Ime gradu izhaja verjetno iz starega indoevropskega/praslovanskega korena *deiv- z apofonijo *doiv-, povezanega s svetlobo in vidnim zaznavanjem. Devín, Divín, Devinka, Divino, Dzivín in podobna slovanska imena si lahko razlagamo kot stražne stolpe ali opazovalne točke. Isti koren, povezan z vidom, najdemo tudi v besedi div (zli duh), se pravi da bi ime Devin lahko pomenilo tudi  "kraj zlih duhov". V Annales Fuldenses so ime razložili s slovansko besedo deva — dekle ("Dowina, id est puella"). Ime bi v tem primeru pomenilo "Dekliški grad". Po mnenju jezikoslovca Šimona Ondruša je ta etimologija manj verjetna.

## Zgodovina
Devinski grad spada med najstarejše gradove na Slovaškm. Prvič je bil omenjen najverjetneje leta 864, ko je Ludvik Nemški oblegal kneza Rastislava v "gradu Dovina" v eni od pogostih vojn med Franki in Velikomoravsko. Istovetenje gradu Dovina z Devinom je sporno, ker temelji samo na podobnosti imen in ne na arheoloških dokazih.
V velikomoravskem obdobju je bil Devin središče večje aglomeracije. Njegovo obrambno moč sta še povečali manjši trdnjavi Na peskih in Nad lomom na hribu Devinska Kobyla. Na grajskem griču je bila približno med leti 850 in 863/870 zgrajena predromanska cerkev. Njen redki slog je najbližji slogu cerkva v Dalmaciji in Noriku, ozemljih s tradicionalno poznoantično in bizantinsko arhitekturno tradicijo. Notranjost cerkve je bila okrašena s freskami z barvili iz severne Italije, kar so dokazale kemijske analize. Dve pisali, odkriti v poznejših raziskavah, bi lahko kazali na administrativno ali izobraževalno delo tamkajšnje duhovščine. Poleg drugih artefaktov je bilo v bližini cerkve najdenih šest grobov iz velikomoravskega obdobja, ki jih pripisujejo članom spremstva lokalnega vladarja in njihovim družinskim članom.
V 13. stoletju je bil zgrajen kamnit grad kot branik zahodne meje Kraljevine Ogrske, katerega obstoj je dokumentiran leta 1271. Leta 1326 je bil omenjen devinski kastelan. Med letoma 1301 in 1323 je bil grad, skupaj z Bratislavo/Pressburško županijo, v lasti avstrijskih vojvod, ki so ga podelili Otonu von Tellesbrunnu. Leta 1323 so vojvode okrožje Pozsony (Bratislava) prenesli na ogrskega kralja Karla I. in grad Devín je postal last deželnih glavarjev (ispán). Leta 1385 je grad zasedel mejni grof Jobst Moravski in ga obdržal do leta 1390, ko ga je ogrski kralj Sigismund odkupil in dal vojvodi Stiborju Stiboriškemu. Po tem je kralj grad Devín zastavil avstrijskemu vitezu Lesselu Heringu, ki je grad leta 1414 prenesel na Nikolaja II. Garaya, palatina kraljevine. Okoli leta 1444 je grad zasedel nemški kralj Friderik IV. in ga že leta 1450 podelil Ladislavu Garayu.
V 15. stoletju je bila zgrajena grajska palača, med vojnami z Osmanskim cesarstvom pa so bile okrepljene grajske utrdbe. Turki niso gradu nikoli osvojili. Po združitvi Kraljevine Ogrske s Habsburško monarhijo in končnem porazu Osmanskega cesarstva je grad prenehal biti pomembna mejna trdnjava. Grad je kot kraljevo darilo dobil Štefan Batory. Po pisanju Štefana Batoryja je bil lastnik gradu hrvaški plemič Keglević, ki je grad zastavil družini Palocsai za 40.000 goldinarjev in denar porabil. Leta 1609 je Matija II. potrdil, da je Keglević še vedno lastnik gradu, vendar ni imel denarja, da bi plačal zastavnino. Zastavnino je skoraj 100 let pozneje družini Palocsai vrnil palatin Pál Pálffy leta 1635.  Zadnji lastniki Devinskega gradu so bili grofi iz družine Pálffy. Leta 1809 so grad uničili umikajoči se Napoleonovi vojaki po obleganju Bratislave. Grof Leopold Pálffy se je sicer pogajal z Napoleonom, vendar je priznal, da oskrbuje Dunaj s svojimi proizvodi.
Od 19. stoletja je zgodovina gradu navdihnila več romantičnih pesnikov, privržencev Ľudovíta Štúrja, in Devín je za Slovake postal pomemben nacionalni simbol. Upodobljen je bil na hrbtni strani bankovca za 500 češkoslovaških kron in na kovancu za 50 slovaških helerjev.
Madžari so ga imeli za zahodna vrata Kraljevine Madžarske. Madžarski pesnik Endre Adyu ga je v svoji pesmi Jaz sem Gogov in Magogov sin označil kot simbol modernizma in zahodnjaštva.
V 20. stoletju je bilo obnovljenih nekaj delov gradu in zdaj gosti zanimiv muzej. Arheološke raziskave so odkrile ostanke rimskega stolpa iz 1. stoletja n. št. in ostanke prazgodovinskega naselja.